# Южный (Армавир)
Южный — посёлок в муниципальном образовании «город Армавир» Краснодарского края России. Входит в состав Приреченского сельского округа.

## География
Посёлок расположен в юго-восточной части края, у административной границы с Новокубанским районом.

## История
Согласно Закону Краснодарского края от 1 апреля 2004 года № 684-КЗ посёлок Южный вошёл в состав образованного муниципального образования город Армавир.

## Население
| 2002 | 2010 | 2012 |
| ---- | ---- | ---- |
| 540  | ↘520 | ↗586 |

## Инфраструктура
Личное подсобное хозяйство.

## Транспорт
Улица Полевая выходит на перекрёсток с 154-й километром федеральной автомагистрали Р-217 Кавказ.
Остановка общественного транспорта «Южный».